# Diócesis de Agen
La diócesis de Agen o de Agén (en latín: Dioecesis Agennensis y en francés: Diocèse d'Agen) es una circunscripción eclesiástica de la Iglesia católica en Francia. Se trata de una diócesis latina, sufragánea de la arquidiócesis de Burdeos. Desde el 22 de mayo de 2024 su obispo electo es Alexandre de Bucy.

## Territorio y organización

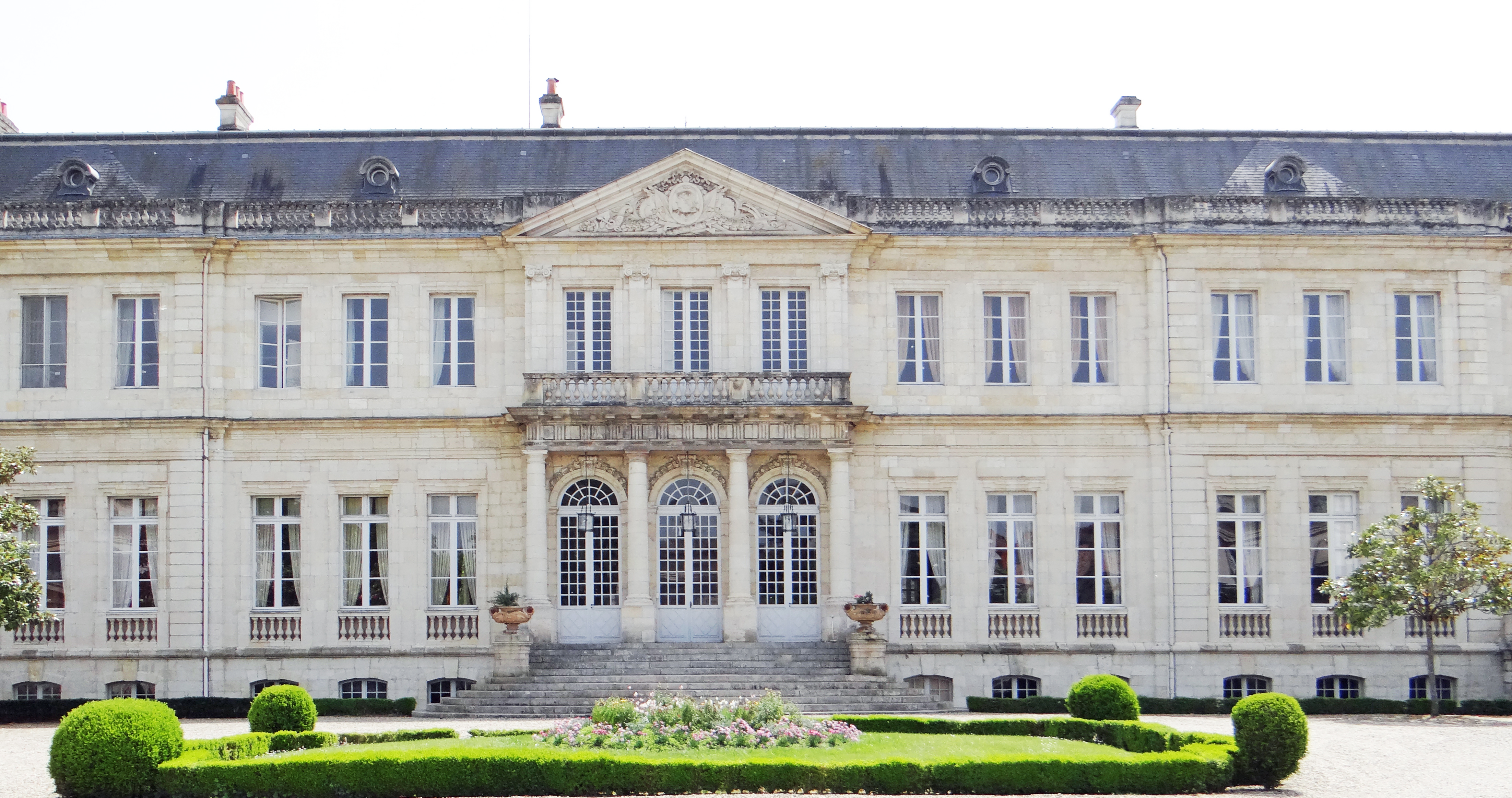
Antiguo palacio episcopal de Agen, construido a finales del por el obispo Jean-Louis d'Usson de Bonac, es hoy la sede de la prefectura

La diócesis tiene 5384 km² y extiende su jurisdicción sobre los fieles católicos de rito latino residentes en el departamento de Lot y Garona en la región de Nueva Aquitania.
La sede de la diócesis se encuentra en la ciudad de Agen, en donde se halla la Catedral de San Caprasio.
En 2022 en la diócesis existían 26 parroquias agrupadas en 5 decanatos.

## Historia
Es incierto establecer el origen del cristianismo en los agennais. En los documentos litúrgicos más antiguos de la diócesis, san Marcial (siglo I o siglo III), llamado "nuestro padre" o "nuestro apóstol", debe ser considerado como el verdadero fundador de la comunidad cristiana de Agen. A finales del siglo III se conocían en la zona numerosos mártires, entre ellos san Caprasio, san Vicente, santa Fe de Agen, san Alberto, san Primo.
Está atestiguada la diócesis de Agen desde la segunda mitad del siglo IV, sufragánea de la arquidiócesis de Burdeos, sede metropolitana de la provincia romana de Aquitania segunda. La tradición reconoce a san Caprasio y a san Vicente como los primeros obispos de Agen; sin embargo ninguno de ellos es recordado como obispo en el martirologio romano. Además, la diócesis no estuvo representada en el primer Concilio de Arlés en 314, lo que sugiere que su erección fue posterior.
El primer obispo históricamente documentado fue Febadius, quien en 357 escribió una obra contra los arrianos y en 359 participó en el Concilio de Rímini. Según la Notitia Galliarum, los obispos de Agen ocupaban el segundo lugar, después del metropolitano de Burdeos, en el orden jerárquico de la provincia eclesiástica: esto les daba el derecho de administrar la sede de Burdeos bajo el régimen de sede vacante; todavía en 1479 tenían el título de "vicarios de la provincia".
Un período de grave decadencia, provocado por la expansión del Ducado de Vasconia, los conflictos entre francos y aquitanos y las invasiones normandas, provocaron la decadencia de la diócesis, cuya existencia entre los siglos VII y X es incierta. Durante más de un siglo, del 864 al 982, junto con las diócesis vecinas, estuvo gobernada por un obispo de Gascuña.
A partir del obispo Gombaud, la diócesis pudo renacer, convirtiéndose en la sede de numerosas instituciones monásticas y abaciales. Los benedictinos poseían las abadías de Clairac, Eysses y Saint-Maurin; los cistercienses los de Gondon y Pérignac; a partir del siglo XII llegaron las órdenes mendicantes y fundaron monasterios por todo el territorio diocesano. Las abadías femeninas más antiguas fueron las de Fongrave y Paravis, fundadas en 1087 y 1130 respectivamente.
Con Arnaud II de Beauville (hacia 1020-1049), los obispos de Agen adquirieron poderes conciliares, gracias a los privilegios, inmunidades y derechos concedidos por los duques de Aquitania. En 1789 los obispos habían perdido todo su poder temporal, manteniendo aún el título puramente honorífico de condes de Agen.
En el siglo XII se construyó la Catedral de San Caprasio en el lugar de una antigua basílica construida en el siglo VI y saqueada por los normandos en el año 853.
El 13 de agosto de 1317 cedió la parte de su territorio en la margen izquierda del río Garona para la erección de la diócesis de Condom mediante la bula Salvator noster del papa Juan XXII.
Antes de la revolución Francesa, la diócesis incluía 384 parroquias y 181 iglesias adjuntas y estaba dividida en 12 arciprestazgos: Le Siège, Ferrussac, Villeneuve, Tournon, Fumel, Villeréal, Monclar, Lauzun, Sainte-Foy, Marmande, Tonneins y Montpezat.
A raíz del concordato, con la bula Qui Christi Domini del papa Pío VII del 29 de noviembre de 1801, la diócesis de Agen se amplió, incorporando los territorios de la diócesis de Condom y de la arquidiócesis de Auch, que fueron suprimidos, así como parte de las diócesis igualmente suprimidas de Lescar, Lectoure y Tarbes. Al mismo tiempo se convirtió en sufragánea de la arquidiócesis de Toulouse.
El 6 de octubre de 1822 se restableció la arquidiócesis de Auch con la bula Paternae charitatis del papa Pío VII, derivando el territorio de la diócesis de Agen, que volvió a formar parte de la provincia eclesiástica de la arquidiócesis de Burdeos. Al mismo tiempo cedió tres cantones para la erección de la diócesis de Montauban.

## Estadísticas
Según el Anuario Pontificio 2023 la diócesis tenía a fines de 2022 un total de 205 300 fieles bautizados.
| Año                                                                             | Población            | Población | Población      | Sacerdotes | Sacerdotes    | Sacerdotes    | Bautizados por sacerdote | Diáconos permanentes | Religiosos | Religiosos | Parroquias |
| Año                                                                             | Bautizados católicos | Total     | % de católicos | Total      | Clero secular | Clero regular | Bautizados por sacerdote | Diáconos permanentes | Varones    | Mujeres    | Parroquias |
| ------------------------------------------------------------------------------- | -------------------- | --------- | -------------- | ---------- | ------------- | ------------- | ------------------------ | -------------------- | ---------- | ---------- | ---------- |
| 1950                                                                            | 210 000              | 265 450   | 79.1           | 321        | 266           | 55            | 654                      |                      | 109        | 323        | 440        |
| 1959                                                                            | 240 800              | 265 648   | 90.3           | 305        | 255           | 50            | 81                       |                      | 93         | 312        | 439        |
| 1970                                                                            | 240 000              | 289 755   | 82.8           | 285        | 246           | 39            | 842                      |                      | 43         | 345        | 434        |
| 1980                                                                            | 247 000              | 294 000   | 84.0           | 224        | 182           | 42            | 1102                     | 2                    | 42         | 245        | 439        |
| 1990                                                                            | 244 000              | 301 000   | 81.1           | 201        | 145           | 56            | 1213                     | 8                    | 67         | 141        | 439        |
| 1999                                                                            | 245 000              | 307 803   | 79.6           | 148        | 105           | 43            | 1655                     | 11                   | 52         | 141        | 435        |
| 2000                                                                            | 242 000              | 305 988   | 79.1           | 140        | 101           | 39            | 1728                     | 10                   | 50         | 133        | 425        |
| 2001                                                                            | 242 000              | 317 945   | 76.1           | 134        | 94            | 40            | 1805                     | 17                   | 50         | 117        | 442        |
| 2002                                                                            | 248 000              | 317 945   | 78.0           | 132        | 101           | 31            | 1878                     | 13                   | 40         | 122        | 404        |
| 2003                                                                            | 246 000              | 317 945   | 77.4           | 135        | 90            | 45            | 1822                     | 14                   | 56         | 98         | 404        |
| 2004                                                                            | 200 000              | 317 945   | 62.9           | 121        | 85            | 36            | 1652                     | 14                   | 48         | 76         | 365        |
| 2006                                                                            | 201 700              | 321 000   | 62.8           | 117        | 81            | 36            | 1723                     | 19                   | 49         | 87         | 309        |
| 2012                                                                            | 202 000              | 337 500   | 59.9           | 88         | 61            | 27            | 2295                     | 21                   | 39         | 67         | 194        |
| 2015                                                                            | 204 700              | 341 700   | 59.9           | 75         | 47            | 28            | 2729                     | 20                   | 40         | 58         | 26         |
| 2018                                                                            | 207 140              | 345 800   | 59.9           | 70         | 42            | 28            | 2959                     | 22                   | 41         | 47         | 23         |
| 2020                                                                            | 205 000              | 342 218   | 59.9           | 62         | 41            | 21            | 3306                     | 20                   | 36         | 38         | 26         |
| 2022                                                                            | 205 300              | 342 700   | 59.9           | 70         | 46            | 24            | 2932                     | 14                   | 40         | 34         | 26         |
| Fuente: Catholic-Hierarchy, que a su vez toma los datos del Anuario Pontificio. |                      |           |                |            |               |               |                          |                      |            |            |            |

## Episcopologio
- San Caprasio? †
- San Vicente? †[nota 1]
- San Febadio † (antes de 357-después de 392)[nota 2]
- San Dulcedio † (inicios del siglo V)[nota 3]
- Bebiano † (mencionado en 549)
- Polemio † (mencionado en 573)
- Sugillario? † (mencionado en 580)[nota 4]
- Antidio † (mencionado en 585)
- Flavardo † (mencionado en 614)
- Asodoaldo † (mencionado en 627)[nota 5]
- Sallustio † (mencionado en 630)
- Siboaldo † (mencionado en 673/675)[nota 6]
- Gombaud † (mencionado en 977)[nota 7]
- Arnaud I †[nota 8]
- Hugues de Gascogne † (inicios del siglo XI-después de 1011)
- Sanche? †
- Simon I? †[nota 9]
- Arnaud II de Beauville † (?-1049 renunció)
- Bernard I de Beauville † (1049-después de 1056)[nota 10]
- Guillaume I † (17 de noviembre de 1061 consagrado-después de 1068)
- Arnaud III? † (mencionado en 1069)[nota 11]
- Elie I † (circa 1069-1076)[nota 12]
- Donald † (mencionado en diciembre de 1080)
- Simon II † (1083 consagrado-18 de abril circa 1101 falleció)
- Géraud I † (mencionado en 1103)
- Isarad? † (mencionado en 1104)
- Gausbert † (1105-después de 1115)
- Aldebert † (antes de 1118-1128)
- Raymond-Bernard du Fossat † (circa 1128-7 de marzo de 1149 falleció)
- Elie II de Castillon † (31 de agosto de 1149 consagrado-circa 1180 renunció)
- Pierre I † (mencionado en 1180)
- Bertrand I de Béceyras † (circa 1182 o 1183-dopo de mayo de 1208)
- Arnaud IV de Rovinha † (1209-18 de agosto de 1228 falleció)
- Arnaud V † (antes de 1230-1231 falleció)
- Géraud II † (21 de febrero de 1231-después del 4 de julio de 1232 falleció)
- Raoul de Peyrines † (1233-1235[nota 13] nombrado arzobispo de Lyon)
- Arnaud de Galard † (1235-12 de septiembre de 1245 falleció)
- Pierre de Reims, O.P. † (30 de noviembre de 1245-29 de enero de 1247 falleció)
- Guillaume II † (8 de abril de 1247-9 de diciembre de 1262 nombrado patriarca de Jerusalén)
- Guillaume III † (8 de mayo de 1263-1264 falleció)
- Pierre Jerlandi † (14 de mayo de 1264-28 de julio de 1271 falleció)
- Arnaud de Got † (1271-10 o 20 de febrero de 1282 falleció)
- Jean Jerlandi † (1282-circa 1291 falleció)
- Bertrand de Goth † (1292-1306 nombrado obispo de Langres)
- Bernard de Farges † (25 de febrero de 1306-4 de junio de 1306 nombrado arzobispo de Ruan)
- Bertrand de Goth † (11 de noviembre de 1306-5 de mayo de 1313 falleció) (por segunda vez)
- Amanieu de Fargis † (11 de enero de 1314-26 de mayo circa 1357 falleció)
- Déodat de Rotbald † (12 de junio de 1357-1364 falleció)
- Raimond de Salg † (10 de enero de 1364-1374 falleció)
- Jean Belveti † (8 de junio de 1375-30 de mayo de 1382 nombrado obispo de Albi)
- Obediencia romana:
  - Giovanni † (21 de agosto de 1389-?)[nota 14]
  - Pietro † (18 de septiembre de 1391-?)
- Obediencia aviñonesa:
  - Simon de Cramaud † (30 de mayo de 1382-7 de agosto de 1383 nombrado obispo de Béziers)
  - Jean III, O.S.B. † (7 de agosto de 1383-1396 o 1397 falleció)
  - Bernard de Chevenon † (12 de julio de 1395-19 de junio de 1398 nombrado obispo de Saintes)
  - Imbert de Saint-Laurent † (27 de marzo de 1398-1438 falleció)
- Jean Borgia † (9 de enero de 1439-1461 renunció)
- Pierre de Bérard † (10 de junio de 1461-21 de julio de 1477 falleció)
  - Jean de Monchen † (1477-3 de julio de 1478 nombrado obispo de Viviers) (obispo electo)
- Galeazzo della Rovere † (3 de julio de 1478-1487 falleció)
- Leonardo Grosso della Rovere † (9 de diciembre de 1487-22 de marzo de 1519 renunció)
- Marcantonio della Rovere † (22 de marzo de 1519-1538 falleció)
  - Giovanni di Lorena † (24 de mayo de 1538-10 de mayo de 1550 falleció) (administrador apostólico)
- Matteo Bandello, O.P. † (1 de septiembre de 1550-1555 renunció)
- Giano Fregoso † (23 de enero de 1555-16 de octubre de 1586 falleció)
  - Pierre Donault, O.S.B.Clun. † (1587-11 de septiembre de 1587 nombrado obispo de Mirepoix) (obispo electo)
- Nicolas de Villars † (18 de diciembre de 1587-10 de diciembre de 1608 falleció)
- Claude de Gelas † (29 de abril de 1609-26 de diciembre de 1630 falleció)
- Gaspard de Daillon du Lude † (12 de mayo de 1631-28 de enero de 1636 nombrado obispo de Albi)
- Barthélemi d'Elbène † (9 de junio de 1636-4 de marzo de 1663 falleció)
- Claude Joli † (12 de enero de 1665-21 de octubre de 1678 falleció)
- Jules Mascaron, Orat. † (8 de enero de 1680-16 de diciembre de 1703 falleció)
- François Hébert † (11 de febrero de 1704-20 de agosto de 1728 falleció)
- Jean d'Ise de Saléon † (8 de febrero de 1730-1 de diciembre de 1735 renunció)
- Jean-Gaspard-Gilbert de Chabannas † (19 de diciembre de 1735-26 de julio de 1767 falleció)
- Jean-Louis d'Usson de Bonac † (25 de enero de 1768-1815 renunció)[nota 15]
- Jean Jacoupy † (15 de julio de 1802-7 de julio de 1841 retirado)
- Jean-Aimé de Levezou de Vezins † (12 de julio de 1841-11 de abril de 1867 falleció)
  - Sede vacante (1867-1871)
- Hector-Albert Chaulet d'Outremont † (24 de febrero de 1871-21 de diciembre de 1874 nombrado obispo de Le Mans)
- Jean-Emile Fonteneau † (21 de diciembre de 1874-13 de noviembre de 1884 nombrado arzobispo de Albi)
- Charles-Evariste-Joseph Coeuret-Varin † (27 de marzo de 1885-23 de febrero de 1905 falleció)
- Charles-Paul Sagot du Vauroux † (21 de febrero de 1906-15 de agosto de 1937 falleció)
- Jean-Marcel Rodié † (7 de marzo de 1938-15 de febrero de 1956 renunció[nota 16])
- Roger Johan † (13 de abril de 1956-13 de marzo de 1976 retirado)
- Sabin-Marie Saint-Gaudens † (13 de marzo de 1976 por sucesión-13 de diciembre de 1996 retirado)
- Jean-Charles Marie Descubes (13 de diciembre de 1996-25 de marzo de 2004 nombrado arzobispo de Ruan)
- Hubert Marie Michel Marcel Herbreteau (17 de enero de 2005-19 de agosto de 2023 retirado)
  - Pierre-Marie Carré,[1] desde el 19 de agosto de 2023 (administrador apostólico)
- Alexandre de Bucy, desde el 22 de mayo de 2024